# Tiffany Shepis
Tiffany Julia Shepis (Nova Iorque, 11 de setembro de 1979) é uma atriz e produtora cinematográfica norte-americana. É por vezes referida como uma "rainha do grito" devido a sua participação em vários filmes de terror.

## Vida e carreira
Shepis iniciou sua carreira aos 16 anos, interpretando um pequeno papel no filme Tromeo and Juliet (1996), uma comédia de terror trash produzida pela Troma Entertainment e escrita por James Gunn, também em sua estreia no cinema. A partir de então, Shepis continuou trabalhando em seu gênero preferido, o terror, aparecendo em vários filmes a cada ano. Considerada uma "rainha do grito", ela já atuou em mais de uma centena de produções cinematográficas e televisivas, entre as quais Terror Firmer, Ted Bundy, Sharknado 2: The Second One, 12 Monkeys, além de fornecer vozes para a animação Robot Chicken, do Adult Swim.

### Reconhecimento
A atriz recebeu várias indicações a prêmios de festivais de cinema, incluindo o Maverick Movie Award de melhor atriz coadjuvante em curta-metragem de 2009 por seu trabalho em Thirsty. Em 2006, ela venceu na categoria de melhor atriz coadjuvante do Tabloid Witch Awards por Nightmare Man. Também recebeu, em 2008, o prêmio de melhor atriz do Chicago Horror Film Festival por sua atuação em Dark Reel. Em 2014, a Playboy classificou Shepis como a 18ª em sua lista das "50 rainhas do grito mais sexy de todos os tempos". Em publicação de 2018, o Entertainment Tonight a incluiu em 37º lugar em sua lista das "40 maiores rainhas do grito dos últimos 40 anos".

### Relacionamentos e família
Shepis teve um relacionamento de um ano com o ator Corey Haim, com quem chegou a ter o noivado anunciado em outubro de 2008 e planos de casamento para maio do ano seguinte, o que não aconteceu. Ela casou-se com o roteirista e diretor Sean Tretta e com ele reside na Califórnia. Eles têm dois filhos: Max e Mia Tretta, nascida em 2004. Após o nascimento de Mia, Shepis mudou-se com a família para o Arizona, onde moraram durante sete anos.
Em 14 de novembro de 2019, Mia sobreviveu a um tiroteio na escola que frequentava, a Saugus High School em Santa Clarita, Califórnia. Desde então, Shepis tornou-se ativista pelo uso seguro de armas. Em 2020, ela e a filha entraram com uma ação contra o responsável pela venda ilegal da arma que resultou no tiroteio. Em isolamento social durante a pandemia de COVID-19, a atriz filmou em família o curta-metragem Day 14, estrelado por ela e os dois filhos, com roteiro e direção do marido.

## Filmografia

### Cinema
| Ano  | Título                                               | Papel                         | Notas                        | Ref.   |
| ---- | ---------------------------------------------------- | ----------------------------- | ---------------------------- | ------ |
| 1996 | Tromeo and Juliet                                    | Peter                         |                              | [ 17 ] |
| 1996 | Shampoo Horns                                        | Amy                           |                              | [ 18 ] |
| 1999 | Terror Firmer                                        | Bela testemunha               |                              | [ 19 ] |
| 1999 | Chickboxin' Underground                              | Xerxes                        | Diretamente em vídeo         | [ 19 ] |
| 1999 | Some Fish Can Fly                                    | Festeira                      |                              | [ 19 ] |
| 2000 | Everything for a Reason                              | Joanne                        |                              | [ 18 ] |
| 2000 | Emmanuelle 2000: Emmanuelle's Intimate Encounters    | Janice                        | Diretamente em vídeo         | [ 19 ] |
| 2001 | Citizen Toxie: The Toxic Avenger IV                  | Bela dançarina interpretativa |                              | [ 19 ] |
| 2002 | The Deviants                                         | Marina, a nudista             |                              | [ 20 ] |
| 2002 | Ted Bundy                                            | Tina Gabler                   |                              | [ 18 ] |
| 2002 | Death Factory                                        | Alexa                         | Diretamente em vídeo         | [ 18 ] |
| 2002 | Scarecrow                                            | Judie                         | Diretamente em vídeo         | [ 18 ] |
| 2002 | Vinyl Dolls                                          | Finola                        | Diretamente em vídeo         | [ 19 ] |
| 2002 | Kaante                                               | Stripper                      |                              | [ 17 ] |
| 2002 | Embrace the Darkness III                             | Anna                          | Como Vanessa Lynch           | [ 19 ] |
| 2003 | Delta Delta Die!                                     | Patrice                       | Diretamente em vídeo         | [ 19 ] |
| 2003 | The Ghouls                                           | Mãe ghoul                     |                              | [ 17 ] |
| 2003 | Bloody Murder 2: Closing Camp                        | Angela                        | Diretamente em vídeo         | [ 17 ] |
| 2003 | Detour                                               | Tiffany                       | Diretamente em vídeo         | [ 19 ] |
| 2003 | Parts of the Family                                  | Louca do BDSM                 | Diretamente em vídeo         | [ 19 ] |
| 2004 | The Devil's Moon                                     | Zelda                         | Diretamente em vídeo         | [ 17 ] |
| 2004 | The Hazing                                           | Marsha Glazer                 |                              | [ 18 ] |
| 2004 | Corpses                                              | Rhonda Winston                | Diretamente em vídeo         | [ 20 ] |
| 2004 | UnConventional                                       | Ela mesma                     | Coprodutora; documentário    | [ 21 ] |
| 2006 | Abominable                                           | Tracy                         |                              | [ 17 ] |
| 2006 | Dorm of the Dead                                     | Amy                           | Diretamente em vídeo         | [ 18 ] |
| 2006 | Nightmare Man                                        | Mia                           |                              | [ 18 ] |
| 2006 | Mood Boobs                                           | Gwen                          | Curta-metragem               | [ 19 ] |
| 2006 | Man vs. Woman                                        | A mulher                      | Curta-metragem               | [ 19 ] |
| 2007 | Nympha                                               | Sarah                         |                              | [ 17 ] |
| 2007 | Home Sick                                            | Candice                       |                              | [ 17 ] |
| 2007 | Pretty Cool Too                                      | Tracy                         |                              | [ 20 ] |
| 2007 | Nympha                                               | Sarah                         |                              | [ 18 ] |
| 2007 | Blood Oath                                           | Janet                         | Diretamente em vídeo         | [ 18 ] |
| 2007 | Shudder                                              | Mulher indiana                | Diretamente em vídeo         | [ 19 ] |
| 2007 | Visions of Horror                                    | Anfitriã                      | Filme coletivo               | [ 19 ] |
| 2008 | Hoodoo for Voodoo                                    | Ayida                         |                              | [ 17 ] |
| 2008 | Bonnie and Clyde vs. Dracula                         | Bonnie                        | Produtora associada          | [ 17 ] |
| 2008 | Bryan Loves You                                      | Cindy                         |                              | [ 20 ] |
| 2008 | Rule of Three                                        | Dana                          |                              | [ 20 ] |
| 2008 | Dark Reel                                            | Cassie Blue                   |                              | [ 18 ] |
| 2008 | Zombies! Zombies! Zombies!                           | Tiffany                       | Diretamente em vídeo         | [ 19 ] |
| 2008 | Promise                                              | Bethany                       |                              | [ 19 ] |
| 2008 | Zombthology                                          | Ela mesma                     | Filme coletivo               | [ 19 ] |
| 2008 | Dead on Site                                         | Guarda florestal              |                              | [ 19 ] |
| 2008 | Chainsaw Cheerleaders                                | Lucinda                       |                              | [ 19 ] |
| 2008 | XPW Cold Day in Hell                                 | Ela mesma                     | Vídeo                        | [ 19 ] |
| 2009 | Trade In                                             | Crystal                       |                              | [ 17 ] |
| 2009 | Basement Jack                                        | Policial Armando              | Diretamente em vídeo         | [ 18 ] |
| 2009 | Night of the Demons                                  | Diana                         |                              | [ 18 ] |
| 2009 | Happy in the Valley                                  | Courtney                      |                              | [ 20 ] |
| 2009 | Good Boy                                             | Daisy                         |                              | [ 20 ] |
| 2009 | The Queen of Screams                                 | Naomi Stewart                 |                              | [ 19 ] |
| 2009 | Into the Pit: The Shocking Story of Deadpit.com      | Ela mesma                     | Documentário                 | [ 19 ] |
| 2009 | Live Evil                                            | Spider                        |                              | [ 19 ] |
| 2009 | Tromatized: Meet Lloyd Kaufman                       | Ela mesma                     | Documentário                 | [ 19 ] |
| 2009 | Thirsty                                              | Deusa lamacenta               | Curta-metragem               | [ 19 ] |
| 2010 | Godkiller: Walk Among Us                             | Angelfuck                     | Voz                          | [ 19 ] |
| 2010 | Outtake Reel                                         | Sarah Donovan                 |                              | [ 20 ] |
| 2010 | Neowolf                                              | Garota groupie                |                              | [ 20 ] |
| 2010 | The Violent Kind                                     | Michelle                      |                              | [ 18 ] |
| 2010 | The Frankenstein Syndrome                            | Dra. Elizabeth Barnes         | Produtora                    | [ 18 ] |
| 2010 | Mountain Mafia                                       | Tara                          |                              | [ 19 ] |
| 2010 | Hallow Pointe                                        | Jane                          |                              | [ 19 ] |
| 2010 | Do Not Disturb                                       | Ava Collins                   | TA: New Terminal Hotel       | [ 19 ] |
| 2011 | Cyrus: Mind of a Serial Killer                       | Mãe de Cyrus                  |                              | [ 17 ] |
| 2011 | Dirty Little Trick                                   | Kelly                         |                              | [ 20 ] |
| 2011 | Blocked                                              | Julie Cruz                    |                              | [ 20 ] |
| 2011 | Beg                                                  | Alice Monroe                  |                              | [ 20 ] |
| 2011 | Bleed 4 Me                                           | Lady Black                    |                              | [ 20 ] |
| 2011 | Doctor Spine                                         | Darla                         |                              | [ 19 ] |
| 2011 | Psycho Street                                        | Leyla Barker                  | Filme coletivo               | [ 19 ] |
| 2011 | Monsterpiece Theatre Volume 1                        | Jordan                        |                              | [ 19 ] |
| 2012 | Paranoia                                             | Sherry                        |                              | [ 20 ] |
| 2012 | Season of Darkness                                   | Esposa de Dwight              |                              | [ 20 ] |
| 2012 | Dropping Evil                                        | Dionysia                      |                              | [ 20 ] |
| 2012 | Asylum of Darkness                                   | Hope                          |                              | [ 19 ] |
| 2013 | Exit to Hell                                         | Jenna                         |                              | [ 20 ] |
| 2013 | Hallows' Eve                                         | Sarah                         |                              | [ 20 ] |
| 2013 | Axeman                                               | Denise                        | TA: Axeman at Cutter's Creek | [ 18 ] |
| 2013 | Wrath of the Crows                                   | Princesa                      |                              | [ 18 ] |
| 2013 | The Orphanage                                        | Katherine Rizzo               | TA: Milwood                  | [ 18 ] |
| 2013 | The Legend of Six Fingers                            | Diana                         |                              | [ 20 ] |
| 2013 | The Maladjusted                                      | Fiona                         |                              | [ 20 ] |
| 2014 | Intrusion: Disconnected                              | Laura Braden                  |                              | [ 20 ] |
| 2014 | Attack of the Morningside Monster                    | Delegada Klara Austin         |                              | [ 17 ] |
| 2014 | Pickaxe                                              | Adrienne                      |                              | [ 19 ] |
| 2014 | M Is for Matchmaker                                  | Casamenteira                  | Produtora; curta-metragem    | [ 19 ] |
| 2015 | Chasing Yesterday                                    | Miss Mackey                   |                              | [ 18 ] |
| 2015 | Tales of Halloween                                   | Maria                         | Filme coletivo               | [ 19 ] |
| 2015 | Sharknado: Feeding Frenzy                            | Ela mesma                     | Documentário                 | [ 19 ] |
| 2015 | Caesar and Otto's Paranormal Halloween               | Jamie Tremain                 |                              | [ 19 ] |
| 2015 | Model Hunger                                         | Debbie Lombardo               |                              | [ 20 ] |
| 2016 | She Wolf Rising                                      | Gina Skylar                   |                              | [ 20 ] |
| 2016 | The Night Watchmen                                   | Stacy                         |                              | [ 20 ] |
| 2016 | The Black Room                                       | Monica                        |                              | [ 18 ] |
| 2017 | Clawed                                               | Donna                         |                              | [ 18 ] |
| 2017 | Victor Crowley                                       | Casey                         |                              | [ 20 ] |
| 2017 | My Uncle John Is a Zombie!                           | Jenny Blaze                   | Não creditada                | [ 19 ] |
| 2018 | Death House                                          | Funcionária da equipe         |                              | [ 17 ] |
| 2018 | Extremity                                            | Betty com luva preta          |                              | [ 18 ] |
| 2018 | Strange Nature                                       | Tina Stevens                  |                              | [ 18 ] |
| 2018 | Killer Kate!                                         | Christine                     |                              | [ 18 ] |
| 2018 | Texas Cotton                                         | Delegada Alexa Boozer         |                              | [ 20 ] |
| 2018 | Garlic and Gunpowder                                 | Locutora de boxe              |                              | [ 19 ] |
| 2019 | Ouija House                                          | Claire                        |                              | [ 17 ] |
| 2019 | Direct to Video: Straight to Video Horror of the 90s | Ela mesma                     | Documentário                 | [ 18 ] |
| 2019 | Deathcember                                          | Claire                        | Filme coletivo               | [ 19 ] |
| 2019 | A Halloween Trick                                    | Valerie                       | Curta-metragem               | [ 19 ] |
| 2019 | Beauty Juice                                         | Jessica                       | Curta-metragem               | [ 19 ] |
| 2019 | All Cock and No Bull!                                | Enfermeira                    | Curta-metragem               | [ 19 ] |
| 2020 | Star Light                                           | Dorothy                       |                              | [ 20 ] |
| 2020 | Knifecorp                                            | Mrs. Robinson                 |                              | [ 20 ] |
| 2020 | Tar                                                  | Marigold                      |                              | [ 18 ] |
| 2020 | Tenets of the Maladjusted                            | Fiona                         |                              | [ 19 ] |
| 2020 | Day 14                                               | Mãe enferma                   | Produtora; curta-metragem    | [ 16 ] |
| 2021 | Uploaded                                             | Cathy                         |                              | [ 20 ] |
| 2021 | Dinner with Leatherface                              | Ela mesma                     | Documentário                 | [ 22 ] |

### Televisão
| Ano     | Título                      | Papel        | Notas                               | Ref.   |
| ------- | --------------------------- | ------------ | ----------------------------------- | ------ |
| 2000-01 | Troma's Eddge TV            | Bulimia      | Recorrente                          | [ 23 ] |
| 2014    | Sharknado 2: The Second One | Chrissie     | Telefilme                           | [ 18 ] |
| 2016    | 12 Monkeys                  | Sgt. Stavros | Episódio: "Lullaby"                 | [ 24 ] |
| 2016-19 | Robot Chicken               | Vários       | Voz                                 | [ 20 ] |
| 2018    | Chicago Fire                | Isabella     | Episódio: "When They See Us Coming" | [ 25 ] |

### Jogo eletrônico
| Ano  | Título                                     | Notas       | Ref.   |
| ---- | ------------------------------------------ | ----------- | ------ |
| 2008 | Slumber Party Slaughterhouse: The DVD Game | Jogo em DVD | [ 18 ] |